# Triple X (lucha libre profesional)
Triple X fue un stable de lucha libre profesional en Total Nonstop Action Wrestling . El equipo estaba formado por Christopher Daniels, Elix Skipper y Low Ki (más tarde conocido como Senshi). El equipo se formó originalmente a finales de 2002 como parte del superestable Sports Entertainment Xtreme de Vince Russo .  Daniels, el líder de este grupo, formó parte de él durante todas sus ejecuciones hasta el 11 de noviembre de 2007.

## Historia
Triple X comenzó como un equipo bajo la facción " Sports Entertainment Xtreme " de Vince Russo.  Comenzaron a formar equipo el 18 de diciembre de 2002, derrotando al equipo de Amazing Red y The SAT.  Una de las tendencias únicas iniciadas por Triple X fue la "Regla Triple X" (que está precedida por la anterior Regla Freebird ). Cuando Low Ki y Elix Skipper ganaron el Campeonato Mundial en Parejas de la NWA el 22 de enero de 2003, de manos de America's Most Wanted ( Chris Harris y James Storm ),   los funcionarios de TNA les permitieron permitir que Christopher Daniels defendiera el título como Bueno. Antes de cada lucha por equipos, los tres miembros de Triple X se paraban en el ring, y sólo cuando sonaba la campana se sabía cuáles de los tres competirían.
Hicieron la primera defensa del título el PPV del 5 de febrero contra Disciples of the New Church ( Brian Lee y Slash ) que terminó en un doble pin .  A raíz de este doble pin, fueron despojados de los títulos.  En el PPV del 12 de marzo, derrotaron a America's Most Wanted para comenzar su segundo reinado del Campeonato Mundial en Parejas de la NWA.   Comenzaron a pelear con los Discípulos de la Nueva Iglesia y los Más Buscados de Estados Unidos por los títulos. Sin embargo, perdieron los títulos ante Jerry Lynn y The Amazing Red el 
El 7 de mayo, Christopher Daniels se convirtió en el primer poseedor en solitario del Campeonato Mundial en Parejas de la NWA. Ganó un partido de handicap con los entonces campeones Amazing Red y Jerry Lynn por descalificación (en ese momento en TNA, los campeonatos podían cambiar de manos por cuenta fuera o DQ).   Usaron su " Regla Triple X " para permitir que Elix Skipper defendiera con él. Durante este tiempo, Triple X comenzó su ahora legendaria pelea contra America's Most Wanted, convirtiéndose en el único equipo en la historia de TNA en mantener un éxito regular contra el equipo más dominante en la historia de TNA. Esto incluyó el primer combate en jaula en la historia de TNA, en el que America's Most Wanted finalmente obtuvo una victoria contra Triple X por el Campeonato Mundial en Parejas de la NWA el 
Después de que Low Ki dejó TNA en julio de 2003, Triple X se separó el mes siguiente y tanto Daniels como Skipper se centraron en carreras individuales. Sin embargo, tuvieron una breve reunión en enero de 2004.

### Segunda carrera (2004)
En marzo, Daniels trajo a Low Ki como compañero sorpresa para el vacante Torneo por el Campeonato Mundial en Parejas de la NWA, en el que derrotaron a The New Franchise ( Michael Shane y Shane Douglas )  y The Naturals (Andy Douglas y Chase Stevens )  antes de perder la final ante Kid Kash y Dallas .  Posteriormente, Low Ki volvió a desaparecer de TNA.
El 26 de mayo de 2004, Daniels y Skipper se reunieron como miembros del equipo NWA para la Copa Mundial X, que enfrentó a equipos de NWA, Japón, México y Canadá entre sí en una serie de partidos por puntos.  Con la ayuda del trabajo en equipo Triple X de Daniels y Skipper, el equipo NWA logró ganar la Copa Mundial X 2004.
Después de ayudar al equipo NWA a ganar la Copa Mundial X, Daniels terminó lesionándose el hombro en Japón. Después de regresar un mes después, Daniels y Skipper permanecieron juntos, esta vez reuniéndose oficialmente como Triple X. Fueron tras los cinturones de parejas de la NWA una vez más, esta vez en una pelea que involucró a los enemigos a largo plazo America's Most Wanted y The Naturals. En un irónico giro del destino, cada uno ganaría los cinturones por separado con miembros de sus enemigos jurados, los más buscados de Estados Unidos. Elix Skipper y Chris Harris ganaron los títulos de The Naturals el 8 de septiembre,   pero fueron derrotados por Daniels y James Storm en las grabaciones del 21 de septiembre de Impact. ,   quienes los mantuvieron hasta que perdieron ante Bobby Roode y Eric Young del equipo de Canadá el 12 de octubre 
Después de esa derrota, la disputa se reinició en serio, lo que llevó a un combate del último equipo en pie en el primer PPV mensual de tres horas de TNA, Victory Road 2004 . AMW ganó el partido.  Los dos equipos se enfrentaron en un partido Six Sides of Steel en Turning Point 2004, una revancha de un encuentro en jaula de acero de agosto de 2003, donde el equipo perdedor se vio obligado a disolverse. En un combate en el que Elix Skipper hizo la ahora legendaria rana en jaula, AMW obtuvo la victoria cuando esposaron a Daniels a una esquina y le pusieron el Power-Plex, el rematador de Triple X, a Skipper. Debido a la pérdida, Triple X se disolvió y Daniels y Skipper no pudieron volver a estar juntos. 

### Secuelas
Tras la separación al final de Turning Point, tanto Christopher Daniels como Elix Skipper siguieron carreras individuales en TNA. Daniels logró el éxito desde el principio, ganando el Campeonato de la División TNA X en Destination X 2005 .   Su primera defensa del título de pago por evento fue contra nada menos que su excompañero, Skipper, a quien derrotó en Lockdown 2005 .  El reinado de Daniels continuó hasta Unbreakable, momento en el que perdió el cinturón ante AJ Styles .  Más tarde, Daniels recuperó el cinturón en un combate Ultimate X en Destination X 2006 contra Samoa Joe y Styles,   pero poco después perdió el cinturón ante Joe.  Daniels recuperó el Campeonato de la División TNA X una vez más en un combate a tres bandas contra Styles y Chris Sabin,   antes de perderlo pocas semanas después ante Sabin en Final Resolution 2007 en otro combate a tres bandas que incluyó a Jerry Lynn . . 
Aparte de una buena actuación inicial, Skipper tuvo un éxito limitado y rápidamente fue reclutado en The Diamonds in the Rough de Simon Diamond . A partir de ahí, procedió a formar equipo con Diamond y David Young hasta que TNA finalmente eliminó el equipo y Skipper finalmente fue liberado. 
Low Ki regresó a TNA en abril de 2006 en el pago por evento Lockdown 2006 como competidor sorpresa. Su oponente no era otro que su excompañero de equipo, Christopher Daniels, quien originalmente estaba programado para enfrentar a Jushin Thunder Liger antes de que este último se viera obligado a retirarse del evento. Ki, que ahora utiliza el nombre "Senshi", que se traduce directamente del japonés como "Guerrero", derrotó a Daniels  antes de finalmente ganar el campeonato de la División X justo después de Slammiversary 2006 en un combate a tres bandas contra el campeón Samoa Joe y Sonjay Dutt .   Después de que Senshi perdiera el cinturón ante Chris Sabin en Bound for Glory (2006),  pasó a un segundo plano, participando en la Serie de Campeonato Paparazzi durante el resto de 2006 y principios de 2007. Luego derrotó a Austin Starr en Final Resolution 2007 . 

### Reunión / Tercera carrera (2007)
En Victory Road 2007, Triple X se reunió oficialmente cuando Senshi y el Skipper que regresaba ayudaron a Daniels a ganar el combate Ultimate X.  Se explicó en la edición del 19 de julio de 2007 de TNA Today que, dado que Skipper había sido liberado y luego TNA había vuelto a firmar con un nuevo contrato, la estipulación de que él y Daniels nunca volverían a formar equipo era nula y sin valor (ya que eso estaba bajo el antiguo contrato). ¡Ganaron su partido de vuelta contra Serotonin en el episodio del 19 de julio de Impact !.  ¡Siguieron su victoria en el episodio del 2 de agosto de Impact! , donde Daniels y Senshi derrotaron a «Black Machismo» Jay Lethal y Sonjay Dutt con ayuda de Elix Skipper.  Después del combate, hubo un breve enfrentamiento entre ellos y The Motor City Machine Guns (Chris Sabin y Alex Shelley). Daniels y Senshi se unieron en Hard Justice 2007 para enfrentarse a Jay Lethal, Sonjay Dutt y The Motor City Machine Guns en una lucha de triple amenaza en la que Daniels fue derrotado por Lethal y asumió la derrota.  En el siguiente episodio de Impact! La oportunidad de Daniels por el título de la División X estuvo en juego contra Lethal, que perdió después de que Lethal lo cubriera con la Combinación Lethal. 
En la edición del 13 de septiembre de Impact! , Daniels terminaría ganando la pelea sobre el campeón Jay Lethal en una pelea sin título y sería recompensado con una pelea por el título de la División X en Bound for Glory contra Lethal.  En Bound for Glory (2007), Daniels perdería el partido contra Lethal después de una combinación letal en la cuerda superior. En el mismo programa, Skipper y Senshi se enfrentaron a LAX en una lucha de contendientes número uno por los títulos mundiales en parejas de TNA en una lucha Ultimate X. También perderían su combate en el programa ya que Hernández recuperaría la X para LAX después de un Border Toss de Skipper a Senshi en el exterior del ring. 
Christopher Daniels y Senshi fueron enviados a New Japan Pro-Wrestling para representar a TNA en una serie de combates en Destruction '07 . Pudieron derrotar a Prince Devitt y Minoru en una lucha por equipos.  Senshi dejó TNA poniendo así fin al equipo. Luego, Daniels fue despedido por kayfabe mediante la estipulación de 'Fiesta o despido'.

## Campeonatos y logros
- Total Nonstop Action Wrestling
  - Campeonato Mundial en Parejas de la NWA ( 3 veces ) [4]
  - Festín o despedido ( 2007 – Pink Slip ) 1 – Senshi/Daniels
  - Premio TNA de fin de año (1 vez)
    - Lucha del año ( 2004 ) Daniels y Skipper contra America's Most Wanted ( Chris Harris y James Storm ) en Turning Point [39]